# Opelbad

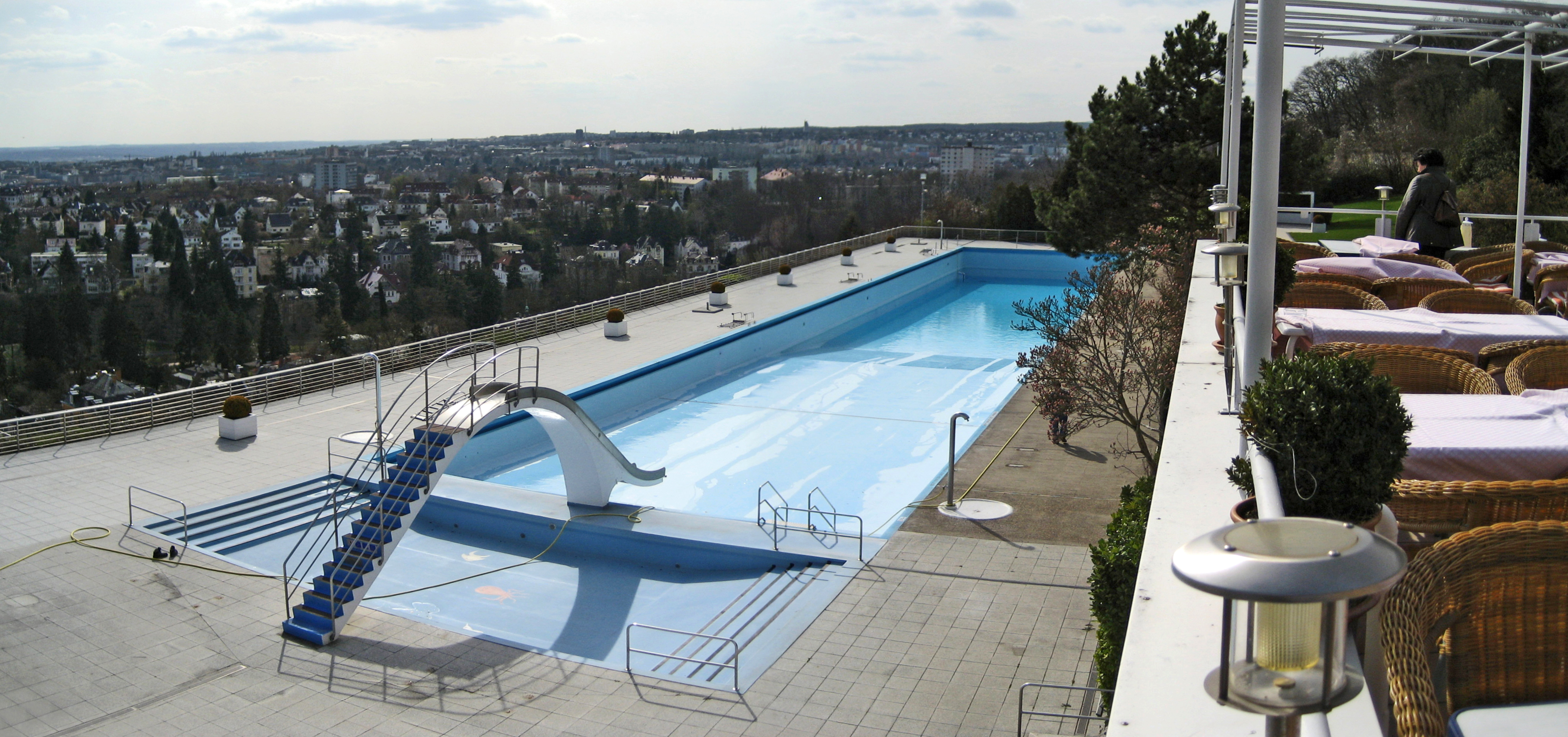
Opelbad am Neroberg

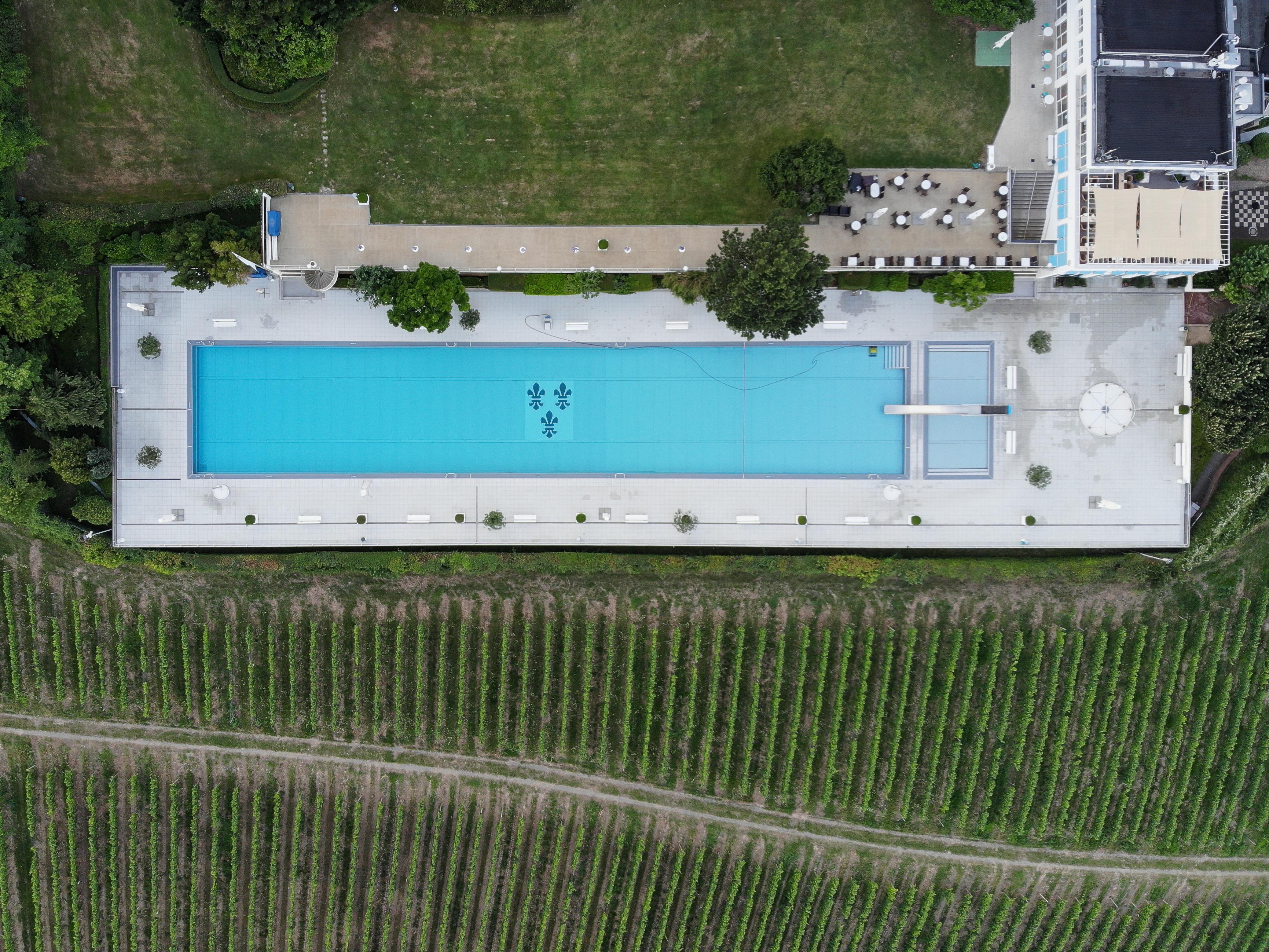
Luftaufnahme des Bades

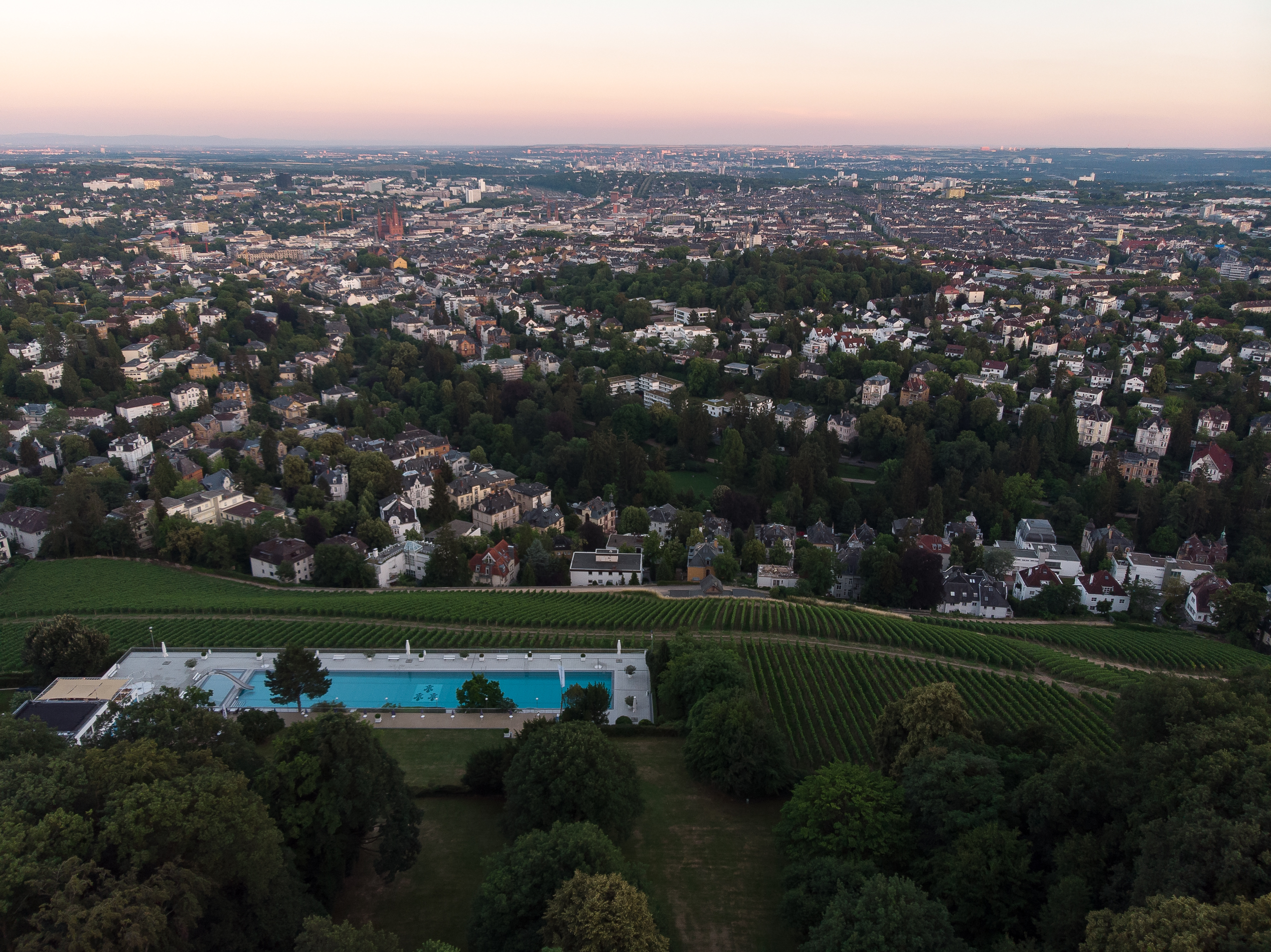
Die Südlage des Freibads auf dem Neroberghang mit Blick auf die Stadt Wiesbaden

Das Opelbad ist ein Freibad in Wiesbaden und liegt am Südhang des Nerobergs, ca. 80 m höher als die Wiesbadener Innenstadt, zwischen der Weinlage Neroberg und dem Stadtwald.

## Geschichte
1933 ermöglichte eine Stiftung des Geheimrats Wilhelm von Opel die Errichtung des Schwimm- und Sonnenbads auf dem Wiesbadener „Hausberg“, um den Kur- und Fremdenverkehr neu zu beleben. Der seit 1928 in Wiesbaden lebende Kommerzienrat und Fabrikbesitzer stellte außer der Stiftungssumme von 100.000 Reichsmark ein Darlehen von 150.000 Reichsmark bereit, um den Bau des nach ihm benannten Opelbads zu ermöglichen.

Georg Johann Köhler: Ihr Wochenend? Opelbad Wiesbaden, 1934, Titelblatt einer Werbebroschüre zur Eröffnung des Freibads, Privatsammlung Wiesbaden

Das Bad wurde im Juni 1934 fertiggestellt. Zwei Jahre später verlängerte man das Becken auf 65 m mit einem Nichtschwimmerbereich. Das ursprünglich kleinere Gelände wurde 1958 auf 14.500 m² erweitert. Nach einer umfangreichen Sanierung 1995 hält heute moderne Solartechnik die Wassertemperatur konstant auf 24 °C. Zur weiteren Ausstattung gehören eine Wasserrutsche, ein Planschbecken, drei Tischtennisplatten, ein Beachvolleyballfeld und eine Finnische Sauna.
Das Schwimmbad steht unter Leitung des Wiesbadener Eigenbetriebs mattiaqua, „Quellen, Bäder, Freizeit“, der außerdem die Kaiser-Friedrich-Therme, das Thermalbad im Aukammtal und die weiteren Frei- und Hallenbäder in Wiesbaden unterhält. Das an das Bad angegliederte Restaurant ist nicht nur für Badegäste zugänglich, sondern steht mit seinem Panoramablick für alle Besucher offen.
2018 wurde das Opelbad für 1,1 Millionen Euro saniert und erhielt ein komplett neues Becken aus Edelstahl. Dabei wurde das Wasserniveau angehoben, sodass die Badegäste vom Becken auf Wiesbaden herunterblicken können.
Das Opelbad ist außer mit dem PKW mit der Nerobergbahn erreichbar, die aus dem Nerotal auf den Neroberg hinauf fährt.

## Architektur
Das Freibad in den klaren Linien des Neuen Bauens wurde zwischen 1933 und 1934 errichtet. Der aus Wien stammende Architekt Franz Schuster plante gemeinsam mit dem Architekten Edmund Fabry sowie mit dem Landschafts- und Gartengestalter Wilhelm Hirsch die einzigartige am Südhang des Nerobergs gelegene Anlage. Die weißen Baukörper und die von „Relings“ begrenzten deckartigen Terrassen wirken in ihrer Formensprache wie Schiffsarchitektur. Das Opelbad ist heute ein Kulturdenkmal nach dem Hessischen Denkmalschutzgesetz.